# Манама
Мана́ма (араб. المنامة; аль-Манама) — столиця Бахрейну, розташована в муніципалітеті аль-Манама. Місто розташоване в Перській затоці на північному сході острову Бахрейн.

## Історія
Вперше Манама згадується в ісламських хроніках у 1345. Вона була захоплена португальцями у 1521, а потім персами у 1602. Із короткими перервами з 1783 року Манама перебувала під владою династії аль-Халіфа. Манама була оголошена вільним портом (порто-франко) у 1958, а в 1971 стала столицею незалежного Бахрейну.

## Клімат
Місто знаходиться у кліматичному поясі тропічних пустель: найтепліший місяць — липень із середньою температурою 34.4 °C (94.0 °F), а найпрохолодніший місяць — січень, з середньою температурою 16.7 °С (62 °F).
| Клімат Манами           | Клімат Манами | Клімат Манами | Клімат Манами | Клімат Манами | Клімат Манами | Клімат Манами | Клімат Манами | Клімат Манами | Клімат Манами | Клімат Манами | Клімат Манами | Клімат Манами | Клімат Манами |
| Показник                | Січ.          | Лют.          | Бер.          | Квіт.         | Трав.         | Черв.         | Лип.          | Серп.         | Вер.          | Жовт.         | Лист.         | Груд.         | Рік           |
| Абсолютний максимум, °C | 27            | 33            | 35            | 40            | 42            | 46            | 45            | 45            | 42            | 41            | 33            | 32            | 46            |
| Середній максимум, °C   | 18            | 20            | 23            | 28            | 33            | 36            | 37            | 37            | 36            | 32            | 27            | 22            | 29            |
| Середня температура, °C | 16            | 18            | 21            | 25            | 30            | 32            | 34            | 34            | 32            | 29            | 24            | 20            | 26            |
| Середній мінімум, °C    | 14            | 15            | 17            | 22            | 26            | 29            | 31            | 31            | 29            | 26            | 21            | 17            | 23            |
| Абсолютний мінімум, °C  | 5             | 2             | 10            | 13            | 18            | 22            | 23            | 22            | 23            | 16            | 12            | 10            | 2             |
| Норма опадів, мм        | 10            | 10            | 10            | 0             | 0             | 0             | 0             | 0             | 0             | 0             | 0             | 10            | 70            |
| ----------------------- | ------------- | ------------- | ------------- | ------------- | ------------- | ------------- | ------------- | ------------- | ------------- | ------------- | ------------- | ------------- | ------------- |
| Джерело: Weatherbase    |               |               |               |               |               |               |               |               |               |               |               |               |               |

## Економіка
Основа економіки Манами така ж як і в всього Бахрейну — видобуток та переробка нафти, риболовна промисловість, добування перлів. Міжнародний аеропорт Бахрейну, розташований на острові аль-Мухаррак, обслуговує міжнародні рейси. Аеропорт сполучається з містом шосе прокладеним по дамбі.

## Культура і освіта
У Манамі розташований Національний музей Бахрейну (араб. متحف البحرين الوطني‎) — найбільший і один з найстаріших публічних музеїв. У місті також розташований Університет Бахрейну, заснований в 1986 році.

## Уродженці
- Ахмед Мірза (* 1991) — бахрейнський футболіст, гравець національної збірної Бахрейну.